# Альціон маріанський
Альціо́н маріанський (Todiramphus albicilla) — вид сиворакшоподібних птахів родини рибалочкових (Alcedinidae). Ендемік Північних Маріанських Островів. Раніше вважався конспецифічним з білошиїм альціоном.

## Підвиди
Виділяють три підвиди:
- T. a. owstoni (Rothschild, 1904) — північні Маріанські острови (Асунсьйон[en], Паган[en], Аламаган і Агріхан[en]);
- T. a. albicilla (Dumont, 1823) — південні Маріанські острови (Сайпан, Тініан і Агігуан[en]);
- T. a. orii (Taka-Tsukasa & Momiyama, 1931) — острів Рота[en].

## Поширення і екологія
Маріанські альціони живуть у вологих рівнинних тропічних лісах та на плантаціях.